# Юлиана Гессен-Филипстальская
Юлиана Вильгельмина Луиза Гессен-Филипстальская (нем. Juliane Wilhelmine Luise von Hessen-Philippsthal; 8 июня 1761, Зютфен — 9 ноября 1799, Бюккебург) — принцесса Гессен-Филипстальская из Гессенского дома, регент Шаумбург-Липпе в 1787—1799 годах.

## Биография
Юлиана — дочь ландграфа Вильгельма Гессен-Филипстальского и его супруги ландграфини Ульрики Элеоноры Гессен-Филипсталь-Бархфельдской (1732—1795). Отец Юлианы служил генералом в голландской армии, поэтому семья проживала некоторое время в Хертогенбосе.
10 октября 1780 года в Филипстале Юлиана вышла замуж за графа Филиппа II Эрнста Шаумбург-Липпского, 57-летнего вдовца, который умер спустя семь лет брака. Юлиана взяла на себя бразды правления в Шаумбург-Липпе совместно с графом Иоганном Людвигом Вальмоден-Гимборном в качестве регента при своём несовершеннолетнем сыне Георге Вильгельме. Вслед за этим ландграф Вильгельм I Гессен-Кассельский оккупировал княжество Шаумбург-Липпе, пытаясь вернуть его в состав Гессен-Касселя. Юлиана быстро добилась вывода войск с помощью Надворного совета и поддержки из Ганновера и Пруссии.
Правление Юлианы считается исключительно успешным. Ей удалось провести глубокие экономические реформы, преобразовать систему школьного образования. Она сократила расходы двора, продолжила политику терпимости в отношении евреев, начатую её свёкром, и снизила налоги. Юлиана переоборудовала Хагенбургский дворец и считается основательницей курорта Айльзен.
Юлиана умерла после тяжёлой простуды и была похоронена в мавзолее в Шаумбургском Лесу.
Юлиане Гессен-Филипстальской посвящены «Six Romances françaises composées e dediées à Son Altesse la Princesse Julianne de Philipsthal» итальянского композитора Джованни Баттиста Пьянтаниды.

## Потомки
В браке с Филиппом II Эрнстом родилось четверо детей:
- Элеонора Луиза (1781−1783)
- Вильгельмина Шарлотта (1783−1858), замужем за графом Эрнстом Фридрихом Мюнстер-Леденбургским (1766—1839)
- Георг Вильгельм (1784−1860), женат на принцессе Иде Каролине Луизе Вальдек-Пирмонтской (1796—1869)
- Каролина Луиза (1786−1846)

От камергера и гофмаршала фрайхерра Клеменса Августа фон Кааса Юлиана родила:
- Клеменс Антон (1791—1836), фрайхерр фон Альтгаус